# Doron Kiesel
Doron Kiesel (* 1949 in Israel) ist ein deutscher Soziologe und Erziehungswissenschaftler und wissenschaftlicher Direktor der Bildungsabteilung im Zentralrat der Juden in Deutschland.

## Leben
Doron Kiesel wuchs in Israel und Deutschland auf und studierte Sozial- und Erziehungswissenschaften an den Universitäten Jerusalem, Frankfurt am Main und Heidelberg. Hier wurde er 1995 promoviert. Von 1998 bis 2016 war er Professor für interkulturelle und internationale Pädagogik an der Fachhochschule Erfurt. 
Schwerpunkte seiner Forschung sind der Verlauf und die Muster der russischsprachigen jüdischen Zuwanderer in Deutschland sowie diversitätstheoretische Ansätze in der Migrationsforschung und Diskurse der deutschen Erinnerungskultur. 
Seit September 2012 ist er Wissenschaftlicher Direktor der Bildungsabteilung im Zentralrat der Juden in Deutschland und in dieser Aufgabe Gründungsdirektor der Jüdischen Akademie in Frankfurt am Main. Seit 2018 lehrt er als Gastprofessor an der Universität Würzburg. Er lebt in Frankfurt am Main.

## Publikationen (Auswahl)
- Das Dilemma der Differenz. Zur Kritik des Kulturalismus in der interkulturellen Pädagogik. Zugl. Dissertation. Cooperative Verlag, Frankfurt am Main 1996,. ISBN 978-3-88442-029-4.
- mit Thomas Eppenstein: Soziale Arbeit interkulturell. Theorien, Spannungsfelder, reflexive Praxis. Kohlhammer, Stuttgart 2008, ISBN 978-3-17-018621-7.
- als Hrsg. mit Ronald Lutz: Religion und Politik. Analysen, Kontroversen, Fragen. Campus Verlag, Frankfurt am Main 2015, ISBN 978-3-593-50319-6.
- als Hrsg. mit Ronald Lutz: Sozialarbeit und Religion. Beltz/Juventa, Weinheim 2016; 2. überarb. und erweiterte Auflage 2022, ISBN 978-3-7799-2365-7.
- als Hrsg. mit Noemi Staszewski: Erinnern und Vergessen. Psychosoziale Arbeit mit Überlebenden der Shoah und ihren Nachkommen. Hentrich & Hentrich, Berlin/Leipzig 2020, ISBN 978-3-95565-406-1
- als Hrsg. mit dem Zentralrat der Juden in Deutschland: Die jüdische Jugendbewegung. Eine Geschichte von Aufbruch und Erneuerung. Hentrich & Hentrich, Berlin/Leipzig 2021, ISBN 978-3-95565-467-2.